# Collada de Roques Blanques
La Collade des Roques Blanches, ou Collada de Roques Blanques, est un col de montagne des Pyrénées-Orientales situé à 2 252 m d'altitude. Une activité pastorale est présente sur de grandes estives, tout le long de la ligne de crête.

## Accès
La montée dure 20 km à partir du col de Mantet depuis Py. Sur l'autre versant, la montée est plus courte (16 km) et plus sèche depuis le bourg de la Preste, sur la commune des Prats-de-Mollo-la-Preste. La route est non revêtue sur les quelques kilomètres proches du col sur ses deux versants. Outre ces deux voies d'accès, un troisième chemin balisé monte, d'une part jusqu'au Pla Guillem pour rejoindre le Tour du Canigou, d'autre part, en longeant les Esquerdes de Rotjà, vers le Pla de Campmagre.
La collade se situe à proximité du sommet du puig de la Collada Verda et du roc Colom dans le parc naturel régional des Pyrénées catalanes.

## Cyclisme
La collade est un lieu privilégié pour la pratique du VTT, la route étant interdite aux véhicules non autorisés depuis Mantet.